# Портрет Аделе Блох-Бауер II
Портрет Аделе Блох-Бауер II је слика аустријског сликара Густава Климта из 1912. године. Дело је портрет Аделе Блох-Бауер (1881–1925), припаднице бечког високог друштва, која је била и Климтов покровитељ и близак пријатељ.
Климт је 1907. године завршио први портрет Аделе Блох-Бауер. Током Другог светског рата, оба портрета су била међу уметничким делима које су нацисти украли од потомака Блох-Бауера. После рата, Портрет Аделе Блох-Бауер II био је изложен у Аустријској галерији Белведере до 2006. године, када је враћен нећаки Аделе Блох-Бауер.

## Власништво
Адела Блох-Бауер је била супруга Фердинанда Блох-Бауера, богатог индустријалца који је спонзорисао уметност и подржавао Густава Климта. Аделе Блох-Бауер је била једина особа чији је портрет Климт насликао два пута. Њен први и много познатији портрет је назван Портрет Аделе Блох-Бауер I. Портрети су били изложени у породичној кући пре него што су их нацисти запленили током Другог светског рата. Аустријски музеј у ком су портрети били након рата није био вољан да их врати правим власницима, па је уследила судска битка у Сједињеним Државама и Аустрији, што је резултирало да оба портрета Аделе Блох- Бауер  и још три слике Густава Климта буду враћени Марији Алтман, нећаки Фердинанда Блох-Бауера, у јануару 2006. године.
У новембру 2006. године, аукцијска кућа Кристи продала је Портрет Аделе Блох-Бауер II на аукцији за скоро 88 милиона долара, што је у то време четврто уметничко дело по цени. Купац је била Опра Винфри.
У јесен 2014. године, Портрет Аделе Блох-Бауер II дат је на дугорочну позајмицу Музеју модерне уметности у Њујорку. Током лета 2016. године, Опра Винфри га је продала неидентификованом кинеском купцу за 150 милиона долара. Слика је привремено позајмљена Новој галерији у Њујорку  за изложбу „Климт и жене бечког златног доба, 1900–1918.” 